# Чосич, Джордже
Джордже Чосич (босн. Đorđe Ćosić; род. 11 сентября 1995, Сараево) — боснийский футболист, защитник клуба «Тузла Сити».

## Карьера
Летом 2017 года стал игроком боснийского клуба «Витез».
Летом 2018 года перешёл в боснийский клуб «Борац» Баня-Лука. 27 августа 2020 года дебютировал в Лиге Европы в матче против черногорского клуба «Сутьеска».
В начале 2022 года подписал контракт с казахстанским клубом «Шахтёр» Караганда.

## Клубная статистика
| Игровая карьера | Игровая карьера    | Игровая карьера | Лига | Лига | Кубок | Кубок | Межд. | Межд. | Др. | Др. |
| --------------- | ------------------ | --------------- | ---- | ---- | ----- | ----- | ----- | ----- | --- | --- |
| 2017/18         | Витез              | А               | 18   | 0    | 2     | 0     | —     | —     | —   | —   |
| 2018/19         | Борац (Баня-Лука)  | Б               | 24   | 1    | 4     | 0     | —     | —     | —   | —   |
| 2019/20         | Борац (Баня-Лука)  | А               | 22   | 0    | 1     | 0     | —     | —     | —   | —   |
| 2020/21         | Борац (Баня-Лука)  | А               | 25   | 1    | 4     | 0     | 2     | 0     | —   | —   |
| 2021/22         | Борац (Баня-Лука)  | А               | 5    | 1    | —     | —     | 4     | 0     | —   | —   |
| 2022            | Шахтёр (Караганда) | А               | 22   | 1    | 6     | 0     | —     | —     | —   | —   |
| 2022/23         | Младост (Нови-Сад) | А               | 17   | 0    | —     | —     | —     | —     | —   | —   |
| 2023            | Шахтёр (Караганда) | А               | 7    | 0    | —     | —     | —     | —     | —   | —   |